# Patellaria cordata
Patellaria cordata är en amarantväxtart som beskrevs av J. T. Williams, A. J. Scott och Ford-lloyd. Patellaria cordata ingår i släktet Patellaria och familjen amarantväxter. Inga underarter finns listade i Catalogue of Life.